# Modellsand

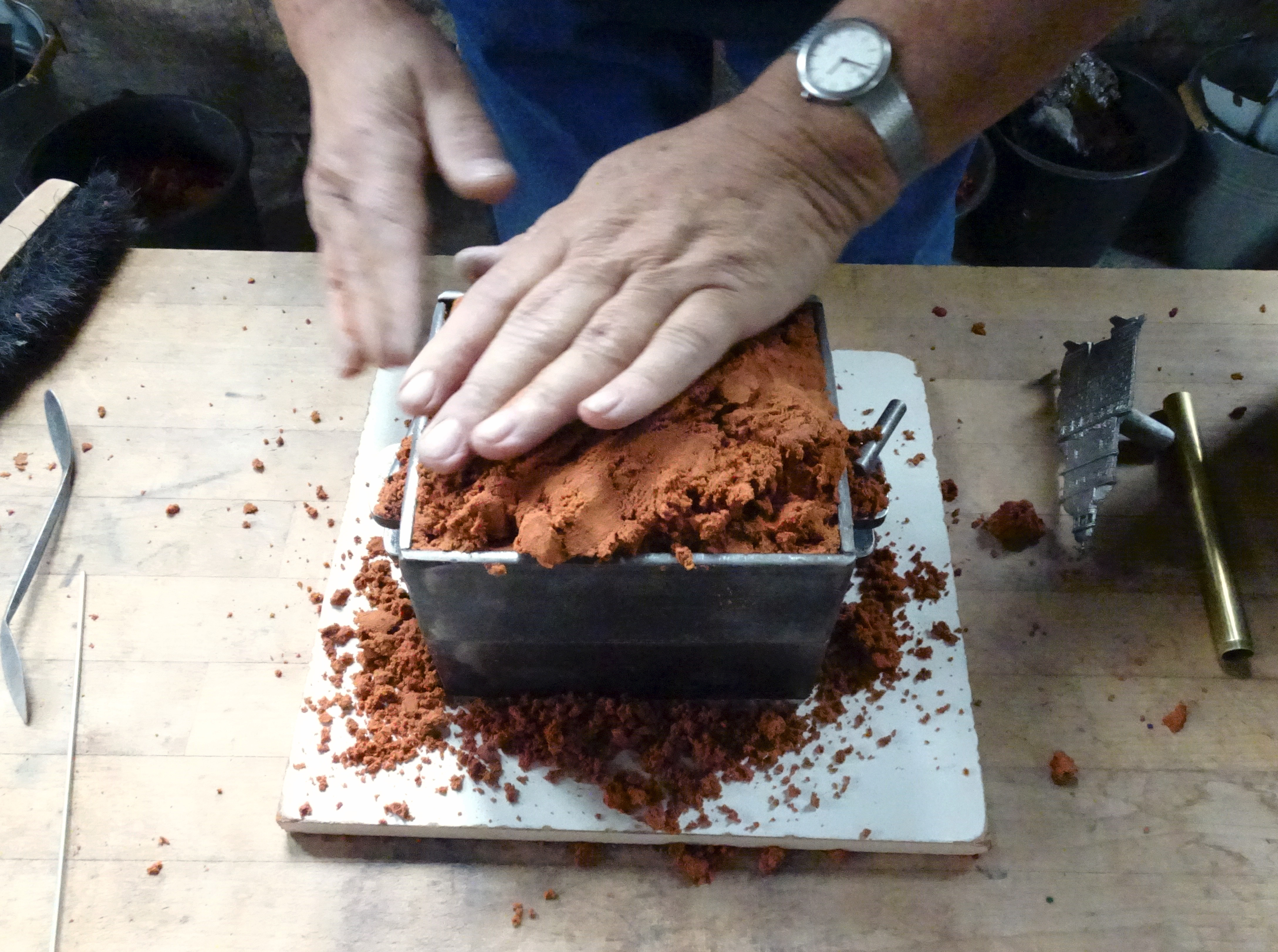
Modellsand wird in eine Gussform gefüllt

Als Modellsand wird der Formstoff bezeichnet, der bei der Gussformherstellung direkt am Modell angelegt wird. Diese Formpartien bilden die Hohlraumgrenze der Gussform und müssen daher optimale Eigenschaften für den Prozess der Gusskörperbildung aufweisen (hochtemperaturbeständig, gasdurchlässig). Der verbleibende Teil des Formkastens wird anschließend mit minderwertigerem Formstoff, dem Füllsand, ausgefüllt.
Diese Begriffsbildung stammt aus der Vergangenheit, in der natürliche Sande (tonhaltiger Quarzsand) zum Herstellen der Gussformen verwendet wurden. Der Begriff Formsand sollte im heutigen Gebrauch durch Formstoff ersetzt sein, wird aber im Sinne der Verwendung mehrerer (Sand-)Formstoffsysteme weiterhin benutzt und sicher auch noch in Gießereibetrieben angewandt. Man spricht vom „Einheitssand“ in Gießereien, die diese Unterscheidung nicht vornehmen und die komplette Gussform mit einem Formstoff produzieren.